# River of Deceit
«River of Deceit» (с англ. — «Река обмана») — песня американской рок-группы Mad Season, выпущенная в 1995 году в виде сингла с альбома Above.
Песня записана музыкантами супергруппы Mad Season, в состав которой входили исполнители известных гранжевых групп: гитарист Майк Маккриди (Pearl Jam), вокалист Лейн Стэйли (Alice in Chains) и барабанщик Баррет Мартин (Screaming Trees), а также малоизвестный блюзовый бас-гитарист Джон Сондерс. Сайд-проект был основан в конце 1994 года в результате знакомства Майка Маккриди и Джона Сондерса в реабилитационной клинике. После приглашения двух других музыкантов и нескольких совместных репетиций и выступлений группа решила записать альбом.
Музыка к «River of Deceit» написана Маккриди, Мартином и Сондерсом ещё до того, как к группе присоединился Лейн Стэйли. Слова к композиции, как и остальным песням на будущем альбоме, написал Лейн Стэйли. Во время записи Above вокалист читал сборник поэзии Халиля Джебрана «Пророк» и вдохновился строками одного из стихотворений: «My pain is self-chosen / Or so the prophet said…» (с англ. — «Я сам выбрал свою боль / Или так сказал пророк…»). Эти слова легли в основу песни «River of Deceit».
«River of Deceit» стал одним из синглов, вышедшим в поддержку альбома Above. Помимо заглавной композиции в состав сингла вошли концертные версии композиций «All Alone» и «November Hotel». Кроме этого, режиссёр Джош Тафт снял на песню чёрно-белый видеоклип. 13 мая «River of Deceit» достигла второго места в чарте Billboard Album Rock Tracks, а также заняла девятое место в чарте Modern Rock Tracks.
Сразу после выхода Above критики назвали композицию одним из ярких моментов альбома. Её стиль характеризовали как «неторопливый блюз» (Billboard) или «чрезвычайно беспокойный кантри-рок» (Rolling Stone). Песня часто звучала на радио альтернативного рока и стала самым крупным хитом с альбома. По прошествии времени «River of Deceit» считается одной из лучших гранжевых песен, а её концертное исполнение входит в число лучших и наиболее памятных выступлений Лейна Стэйли.